# Твоят мой живот
„Твоят мой живот“ (на турски: Paramparça, в най-близък превод „Счупени парчета“ или „На парчета“) е турски драматичен сериал, излязъл на телевизионния екран през 2014 г.

## Излъчване
| Сезон | Сезон | Епизоди | Начало на сезона  | Край на сезона | Всички епизоди | ТВ сезон    | ТВ канал | Дата и час         |
| ----- | ----- | ------- | ----------------- | -------------- | -------------- | ----------- | -------- | ------------------ |
|       | 1     | 31      | 1 декември 2014   | 29 юни 2015    | 1 – 31         | 2014 – 2015 | Star TV  | понеделник (20:30) |
|       | 2     | 40      | 14 септември 2015 | 20 юни 2016    | 32 – 71        | 2015 – 2016 | Star TV  | понеделник (20:00) |
|       | 3     | 26      | 19 септември 2016 | 27 март 2017   | 72 – 97        | 2016 – 2017 | Star TV  | понеделник (20:00) |

## Излъчване в България
| Сезон | Сезон | Епизоди | Начало на сезона    | Край на сезона      | Всички епизоди | ТВ сезон       | ТВ канал | Дата и час                 |
| ----- | ----- | ------- | ------------------- | ------------------- | -------------- | -------------- | -------- | -------------------------- |
|       | 1     | 63      | 9 ноември 2015 г.   | 17 февруари 2016 г. | 1 – 63         | 2015 – 2016 г. | bTV      | всеки делничен ден (20:00) |
|       | 2     | 97      | 26 октомври 2016 г. | 17 март 2017 г.     | 64 – 160       | 2016 – 2017 г. | bTV      | всеки делничен ден (20:00) |
|       | 3     | 69      | 20 март 2017 г.     | 26 юни 2017 г.      | 161 – 229      | 2017 г.        | bTV      | всеки делничен ден (20:00) |

## Сюжет

### Сезон 1
Гюлсерен Гюлпънар отглежда 14-годишната си дъщеря Хазал в трудни условия на живот, зълва й Кериман живее с тях, съпругът й Йозкан заминава за Германия да работи, известно време след раждането на Хазал. Мъжът обаче никога не е посещавал семейството си за толкова години. Заради инцидента се оказва, че преди 14 години Хазал и Джансу, която сега живее в къщата на милиардера Джихан Гюрпънар, са били разменени в родилния дом. От този момент животът на три деца се променя драстично: Джансу, Хазал и Озан (син на Джихан и Дилара), две възрастни жени: Дилара (съпруга на Джихан) и Гюлсерен, и един мъж - Джихан. Промените в живота на Гюлсерен също са свързани с неочакваното завръщане на Йозкан.
Джихан се влюбва в Гюлсерен. Дилара и бащата на Джихан - Рахми пречат на връзката им и развода на Дилара и Джихан. Джихан разбира, че Алпер (който е бил партньор на Джихан и приятел на семейство Гюрпънар със съпругата му Солмаз) е брат на Дилара. Джансу и Хазал не се разбират, поради това Джансу бута Хазал надолу по стълбите, но не нарочно, а случайно. След тази случка, Хазал не може да ходи. Един ден Хазал седи в инвалидната количка, която не е напълно стабилна, инвалидната количка пада в морето, в същия момент бомба избухва в гаража на имението.

### Сезон 2
Всички са добре, няма пострадали. Хазал усеща краката си. Появява се нов герой - Харун. Той иска да отмъсти на Джихан за смъртта на сестра му и за това започва да унищожава бизнеса на Джихан, а също така се среща с Дилара (те са имали романс в младостта си). Джихан и Дилара се развеждат. Дилара е бременна от Харун, но разбира, че той е враг на Джихан и се среща с нея за отмъщение. Джихан и Гюлсерен се обичат. На сватбата им се появява бившият съпруг на сегашната приятелка на Озан и стреля по него, Гюлсерен го покрива с тялото си, а куршумът я уцелва. Гюлсерен умира.
Времето минава, Джихан среща психоложката Айше, започват връзка, но той разбира, че тя е сестрата на Харун и се разделя с нея. Джихан разбира, че Дилара е бременна от врага му и за да спаси честта на семейството, се жени отново за Дилара. Диляра ражда син Алаз Демир. Скоро Харун научава, че Дилара е родила син и отново печели нейната благосклонност. Дилара едва не е прегазена от кола, в последния момент Харун я отблъсква, а колата го блъска. Дилара вярва на Харун и те се срещат отново. Един ден, когато Дилара довежда Алаз в клиника, Харун пристига. Дилара се развежда с Джихан.
Междувременно Джансу среща млад мъж на име Дениз, който й предлага брак и тя приема. Джансу се омъжва.

### Сезон 3
Изминава една година. Дилара и Харун са се оженили и сега живеят в имението с децата си Алаз и Хазал. Джихан не можа да прости действията на Джансу и Дилара и отива на пътешествие. Джансу разбира, че е бременна, но има болест на Паркинсон. Джансу не успява да роди детето, тъй като попада в автомобилна катастрофа. Оказва се, че Озан не е син на Джихан, а син на Харун. Харун загива, защитавайки Озан в престрелка. Хазал се среща с член на балканската мафия и е на път да се омъжи, но Дилара нахлува на сватбата и стреля по младоженеца. В края на сезона Дилара и Джихан се женят.

## Актьорски състав
- Еркан Петеккая – Джихан Гюрпънар
- Нургюл Йешилчай – Гюлсерен Сьонмез-Гюлпънар - Гюрпънар
- Ебру Йозкан Сабан – Дилара Терзиоолу-Гюрпънар- Ергуван
- Баръш Фалай – Харун Ергуван
- Мине Тугай – Асуман Терзиоолу
- Шукран Овалъ – Айше
- Сарп Аккая – Дамир Янков
- Толга Текин – Йозкан Гюлпънар
- Нурсел Кьосе – Кериман Акчатепе
- Алина Боз – Хазал Гюрпънар Янков
- Лейля Танлар – Джансу Гюрпънар Айдън
- Бурак Тозкопаран – Озан Гюрпънар
- Дживан Джанова – Рахми Гюрпънар
- Джемал Хюнал – Алпер Тек
- Гюнеш Емир – Солмаз Тек
- Аху Яту – Джандан Сойлу
- Ертугрул Постолу – Йълдъръм Алтун
- Айхан Бозкурт – Енгин
- Елвин Айдогду – Дерия
- Аслъхан Капаншахин – Шейда
- Джейхун Менгироолу – Дениз Айдън
- Суна Диздар – Нергис Айдън
- Танер Туран – Бурхан Айдън
- Волкан Бора Дилек – Суат
- Хюмейра Акбай – Махиде Еркоч
- Айше Ялъчкорал – Емине
- Бахтияр Демир – Бахтияр
- Юсуф Йоздек – Азми
- Туурул Ейлюл Джеррахоолу – Емрах
- Налан Башаран – Хаджер
- Ефеджан Шенолсун – Йозгюр
- Башак Акбей – Севинч
- Айлин Ерен – Берил
- Гюнеш Хаят – Хатидже
- Сердар Йълдъръм – Чаатай
- Фунда Дьонмез – Сема
- Бюлент Дюзгюноолу – Осман
- Пънар Еринчин – Нурай
- Юнус Гюнер – Мехмет
- Фунда Гюрай – Зейнеп
- Нурхаят Боз – Инджи
- Сарп Джан Кьороулу – Митхат
- Синем Йозтюрк – Селма
- Илхан Шешен – Екрем Челък
- Дюня Айдооду – Азра
- Хасан Шахинтюрк – Шахин
- Йомер Фарук Юксек – Демир Алаз Ергуван
- Иса Дживан Кавак – Джан Хашмет Гюлпънар

## В България
В България сериалът започва на 9 ноември 2015 г. по bTV и завършва на 17 февруари 2016 г. Втори сезон започва на 26 октомври и завършва на 17 март 2017 г., а на 20 март започва трети сезон и завършва на 26 юни. Дублажът е на студио Медиа Линк. Ролите се озвучават от Лина Златева (в първи сезон), Елена Русалиева (във втори и трети сезон), Ася Рачева, Ева Данаилова (в първи сезон), София Джамджиева (във втори и трети сезон), Даниел Цочев и Александър Воронов. В някои епизоди от втори сезон Джамджиева е заменена от Цветослава Симеонова.
На 14 януари 2018 г. започва повторно излъчване по bTV Lady и завършва на 21 юли 2019 г. 
На 7 октомври 2024 г. започва повторно излъчване по Диема Фемили. Ролите се озвучават от Таня Димитрова, Ани Василева, Елисавета Господинова, Илиян Пенев, Емил Емилов и Николай Николов.